# Paul Böttiger
Paul Böttiger war ein deutscher Industriechemiker. Er ist der Erfinder des ersten Direktfarbstoffs Kongorot.
Geburts- und Todesdatum sowie Genaueres zu seiner Biographie sind nicht bekannt und auch nicht, ob er promovierte.
Böttiger war vom 1. Juli 1881 bis zum 31. Dezember 1883 Mitarbeiter der Firma Bayer in Elberfeld und kündigte dann, um nach eigenen Aussagen in der Zweigniederlassung der väterlichen Firma in Lodz zu arbeiten.
Bei Bayer synthetisierte er Kongorot aus Benzidin und Naphthionsäure. Die Firma war an dem roten Farbstoff aber nicht interessiert, da er nicht säurebeständig war. Böttiger ließ sich den Farbstoff am 27. Februar 1884 von Lodz aus patentieren (Deutsches Patent 28753). Er war der erste von vielen folgenden Direktfarbstoffen, das heißt, er konnte mit einem Schritt auf das Textil (Wolle, Baumwolle) ohne vorheriges Beizen aufgetragen werden. Böttiger bot das Patent den Firmen Bayer, BASF und Höchst zum Kauf an, die dies aber ablehnten. Schließlich verkaufte er es für einen unbekannten Betrag an Agfa in Berlin, die damit großen Erfolg hatten (Handelsname Kongorot). Der Erfolg brachte den Konkurrenten Bayer in finanzielle Schwierigkeiten, bis man dort selbst eine Variante eines Direktfarbstoffs entwickelte. Um Rechtsstreitigkeiten zu vermeiden, bildete Bayer mit Agfa nach längeren Verhandlungen ein Kartell für Direktfarbstoffe einschließlich Kongorot.
Darauf kam es zum berühmten Kongorot-Prozess, als die Firma Ewer & Pick aus Berlin-Grünau 1889 das Patent anfocht unter anderem mit der Begründung, es wäre ein Azofarbstoff nach der bekannten Synthesemethode von Johann Peter Grieß. Die Firma wurde von BASF in der Klage unterstützt. Heinrich Caro sagte vor Gericht als Gutachter aus und machte die Eigenschaft des Direktfärbens als „technischen Effekt“ als Patentgrund geltend. Das Gericht erkannte dies an und schuf so einen wichtigen Präzedenzfall im Patentrecht (Patentierung technischer Effekte und Verfahren, solange sie nicht „auf der Hand lagen“).